# 德里拉克湖

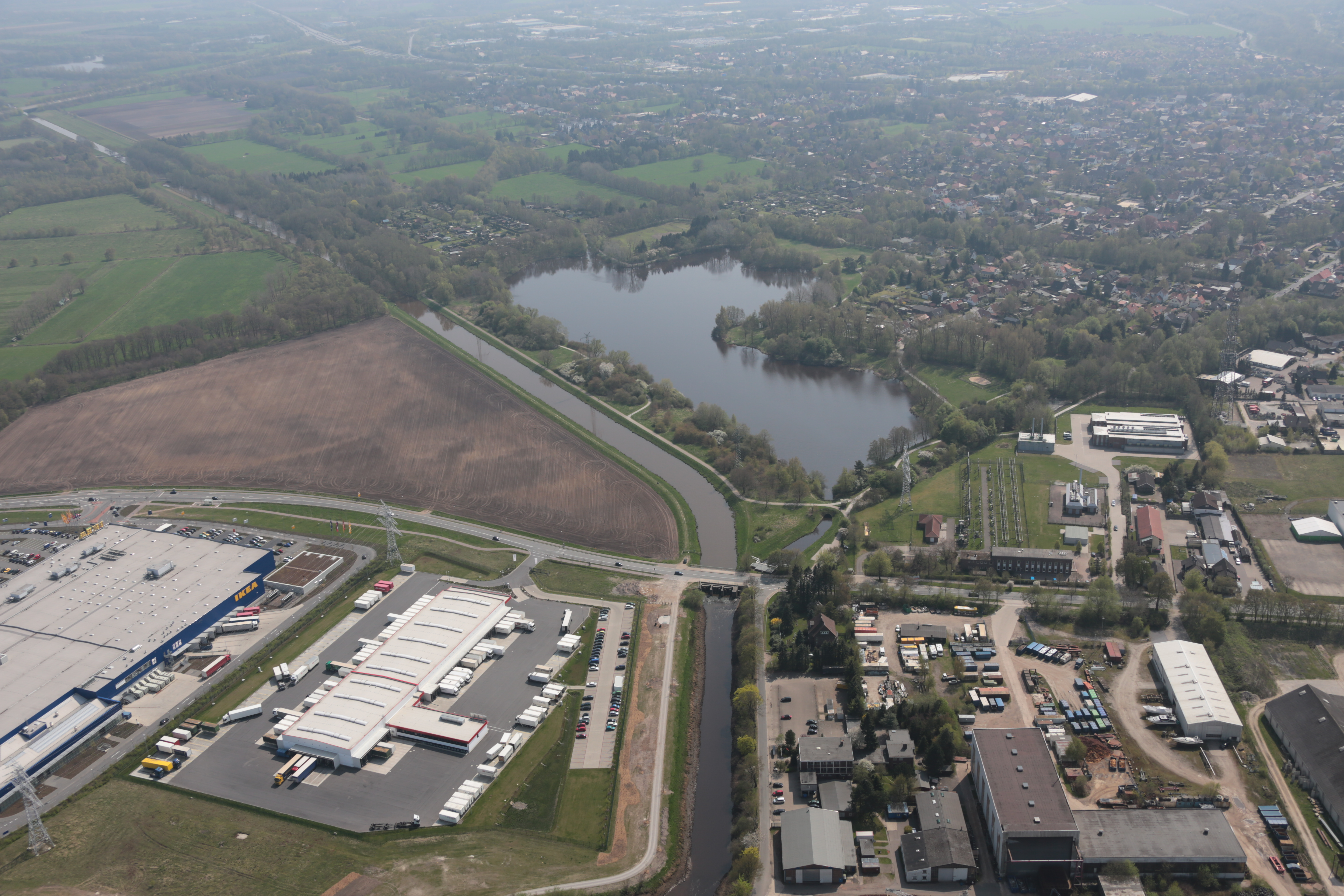

53°08′05″N 8°15′08″E / 53.13471°N 8.252342°E
德里拉克湖（德語：Drielaker See），是德國的湖泊，位於該國西北部，由下薩克森州負責管轄，處於奧爾登堡，長0.6公里、寬0.3公里，面積0.1平方公里，平均水深17米。